# Londen vanaf het dak van de Albion Mills
London from the Roof of Albion Mills (Nederlandse vertaling: Londen vanaf het dak van de Albion Mills) is een in 1792-1793 vervaardigd panoramisch aquatint-schilderij door de Britse kunstschilder Robert Barker. Het schilderij biedt een blik vanaf het dak van de Albion Mills, een suikermolen in Londen, op de borough Southwark en London Bridge.
De 'Government Art Collection (GAC)' van het Verenigd Koninkrijk verwierf dit schilderij in 1950. Het bevindt zich in het Lancaster House in Londen.
Het panorama van 360° werd geschilderd in 1792 en 1793 op basis van schetsen die Robert Barker's zoon, Henry Aston Barker, in de winter van 1790-91 op het dak van de Albion Mills maakte. De Albion Mills waren een suikermolen aan het zuidelijke einde van de Blackfriars Railway Bridge. Het panorama werd voor het eerst tentoongesteld in het
panorama-gebouw van Barker op Leicester Square. Dit gebouw, eigendom van Robert Barker, was het eerste gebouw dat doelbewust voor het tentoonstellen van panorama's werden ontworpen. Vanaf 1793 zou Barker er verschillende panorama's tentoonstellen en er groot geld mee verdienen.
De zes aquatinten dienden als bron voor de eerste "panorama"-show in de Verenigde Staten. In de VS werden de doeken gekopieerd door ene William Winstanley waarna ze in 1795 in Greenwich Street in New York werden tentoongesteld.